# Sanctuary Records
Sanctuary Records er et uafhængigt britisk pladeselskab.
Virksomheden blev grundlagt af Rod Smallwood og Andy Taylor i 1976. I 1979 opdagede de heavy metal-bandet Iron Maiden i en pub, og skrev derefter kontrakt med bandet. pladeselskabet fik navnet Sanctuary Records efter at have lyttet til Iron Maiden's "Sanctuary". 
Sanctuary Records har været Storbritanniens største pladeselskab indtil juni 2007, hvor de blev købt af Universal Music Group for 44,5 millioner britiske pund.[kilde mangler]
Sanctuary Records har udgivet albums med musikere fra forskellige genrer, men mest traditionelle rock genrer. Nogle af de mest berømte bands og kunstnere, selskabet har udgivet er Black Sabbath, Billy Idol, Thin Lizzy, Accept, 10cc, Anthrax, Elton John, Motörhead, Iron Maiden, Kiss, Dio og Guns N' Roses.